# Notophysis laevis
Notophysis laevis är en skalbaggsart som först beskrevs av Jordan 1894.  Notophysis laevis ingår i släktet Notophysis och familjen långhorningar.
Artens utbredningsområde är:
- Angola.
- Gabon.

Inga underarter finns listade i Catalogue of Life.